# Euchresta formosana
Euchresta formosana là một loài thực vật có hoa trong họ Đậu. Loài này được (Hayata) Ohwi miêu tả khoa học đầu tiên.